# خوسه ویسکارا (بازیکن فوتبال)
خوسه ویسکارا (اسپانیایی: José Vizcarra‎؛ زادهٔ ۸ اوت ۱۹۸۴) بازیکن فوتبال اهل آرژانتین است.
از باشگاه‌هایی که در آن بازی کرده‌است می‌توان به باشگاه فوتبال روساریو سنترال، باشگاه فوتبال آمریکا، باشگاه فوتبال ال‌دی‌یو کیتو، و باشگاه فوتبال جیمناسیا لاپلاتا اشاره کرد.